# Lionel Hollins
Pour les articles homonymes, voir Hollins.
Lionel Eugene Hollins (né le 19 octobre 1953, à Arkansas City, Kansas) est un joueur puis entraîneur américain de basket-ball. Ce meneur de jeu d'1,91 m a inscrit une moyenne de 11,6 points par match en dix ans de carrière, avec cinq équipes.

## Biographie

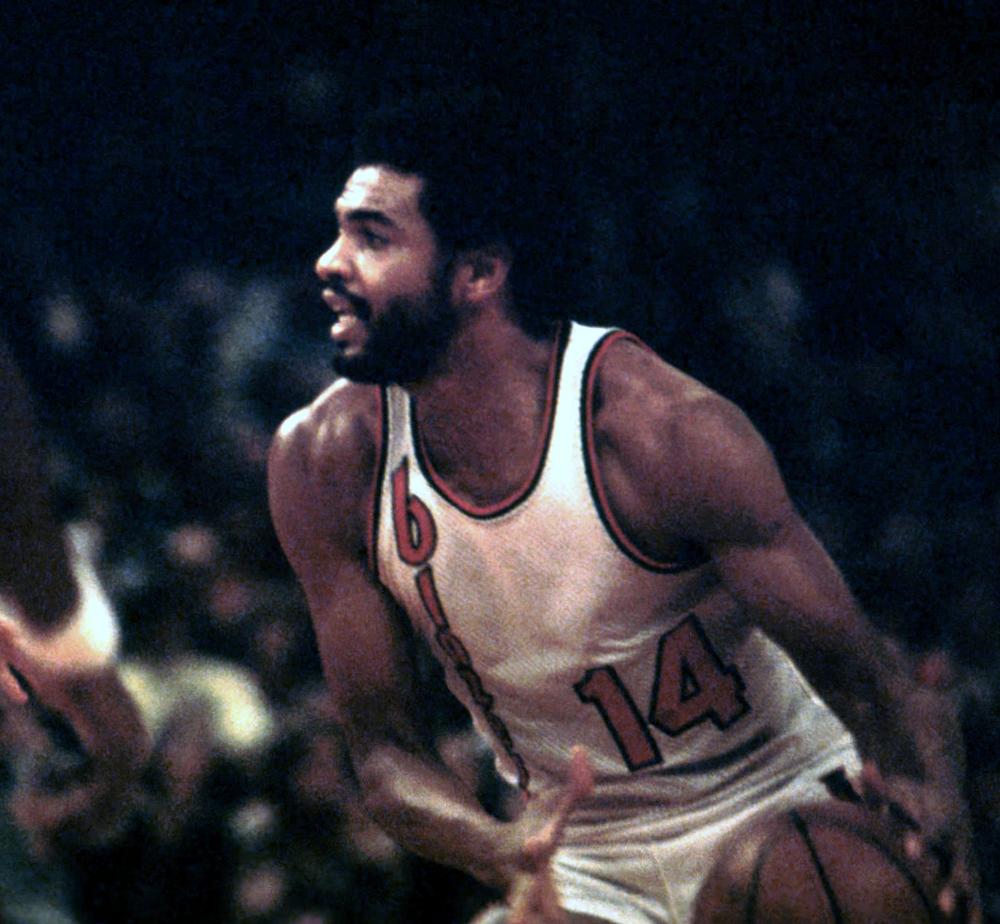
Lionel Hollins en 1976

Sélectionné par les Trail Blazers de Portland au 6e rang en 1975 à sa sortie de l'université d'État de l'Arizona, Hollins est nommé dans la NBA All-Rookie Team en 1976, avec une moyenne de 10,8 points en 78 matchs pour les Blazers.
Il est membre de l'équipe de Portland, championne NBA en 1977, effectuant sa seule participation au All-Star game cette année-là. Il est membre de la NBA All-Defensive team à deux reprises, en 1977 et 1978.
Hollins réalise un bilan de 18 victoires - 42 défaites en tant qu'entraîneur des Grizzlies de Vancouver lors de la saison 1999-2000.
Le 18 avril 2007, les Blazers ont retiré son maillot numéro 14.
Lors de la saison 2008-2009, il est assistant chez les Bucks de Milwaukee.
Durant l'été 2009, il signe chez les Grizzlies de Memphis.
À la fin de la saison 2012-2013, il quitte son poste d'entraîneur.
Le 2 juillet 2014, il remplace Jason Kidd au poste d'entraîneur chez les Nets de Brooklyn.

## Palmarès et récompenses
- Champion NBA en 1977.
- Sélectionné pour les NBA All-Star Game 1978.
- NBA All-Defensive First Team en 1978.
- NBA All-Defensive Second Team en 1979.
- Son numéro 14 est retiré par les Trail Blazers de Portland.

Comme entraîneur :
- Champion NBA en 2020.